# Hilfs-Ich
Der Begriff Hilfs-Ich beschreibt in der Psychoanalyse eine Behandlungstechnik für Patienten mit einer Ich-Struktur-Labilität. Dabei stellt sich der Therapeut dem Patienten als Hilfs-Ich zur Verfügung. Hierbei unterstützt der Therapeut den Patienten, indem er ihn auf eine fehlende Ich-Funktion hinweist. 
Der Begriff wurde von den Psychoanalytikern und Psychotherapeuten Franz Heigl (1921–2002) und Annelise Heigl-Evers (1920–2001) geprägt.
Er findet beispielsweise Eingang in die von Heigl-Evers et al. konzipierte „psychoanalytisch-interaktionelle Einzeltherapie“, die auf die Behandlung von Patienten mit Entwicklungsstörungen wie zum Beispiel die Borderline-Störung ausgerichtet ist. 
Hilfs-Ich ist ebenso ein Begriff, der im Psychodrama von Jacob Levy Moreno Gebrauch findet. Bei der Bearbeitung einer Problematik in der Gruppentherapie beschreibt es hier die unterstützende Funktion von dafür ausgewählten Mitpatienten. (Fachlich formuliert, ist das Hilfs-Ich hier eine methodische Funktion der Mitpatienten im therapeutischen Prozess.)

## Erläuterung
Sind beim Patienten grundlegende Ich-Funktionen nicht ausreichend entwickelt, so werden diese innerhalb einer psychodynamisch ausgerichteten Psychotherapie stellvertretend vom Therapeuten für ihn ausgeübt. Der Therapeut nimmt somit Hilfs-Ich-Funktion ein. Ziel ist es, dem Patienten durch Identifikation mit dem Behandler zu ermöglichen, Situationen zu erkennen und auf Dauer ähnlich darauf reagieren zu können.

## Beispiel und Vergleich
Ein Hilfs-Ich funktioniert ähnlich wie ein gedanklicher und gefühlsmäßiger „Vorkoster“: Gedanken und Emotionen in Bezug auf eine  bestimmte Situation werden „vorgekostet“. Der Vorkoster (also der Therapeut) bildet sich eine Meinung über Geschmack, Genießbarkeit oder auch Ungenießbarkeit der Situationsbedingungen und teilt das Ergebnis mit einer Empfehlung dem Patienten mit. Auf diese Weise stellt der Therapeut dem Patienten seine eigenen regulierenden Signale zur Verfügung: „Da würde ich jetzt hellwach werden und erleben: Hallo, aufgepasst!“  Der Patient kann jetzt versuchen, sich mit dem Therapeuten zu identifizieren und so auf Dauer die Fähigkeit zu erlernen, ähnliche Situationen selbst einzuschätzen und darauf angemessen zu reagieren.

## Aufgaben des Hilfs-Ichs
Realitätsprüfung
Wenn beim Patienten unsichere Grenzen zwischen dem inneren und äußeren Erleben zugrunde liegen, entstehen verzerrte Vorstellungen davon, was in einer von ihm erlebten Situation abläuft. Diese Situation oder menschliche Interaktion soll in Bezug auf die Realität beleuchtet, und die Verzerrung auf diese Weise aufgelöst werden.
Antizipation
Das Hilfs-Ich soll die Fähigkeit des Patienten fördern, Handlungsabsichten eines anderen Menschen vorauszusehen und zu erkennen.
Integration
Das Bild, das ein Patient von sich selbst oder von einem anderen Menschen hat, beinhaltet möglicherweise unvereinbare Widersprüche. Beispielsweise erlebt er den anderen Menschen aufgespalten in mal „nur gut“ und mal „nur böse“. Der Andere kann im einen Moment idealisiert werden, und im nächsten entwertet und mit Schuld überhäuft. Auch können eigene Anteile beziehungsweise die eines anderen Menschen vollständig verleugnet werden. Hier hat das Hilfs-Ich die Aufgabe, diese widersprüchlichen Vorstellungsbilder miteinander zu einem Gesamtbild zu verbinden, in dem die Gegensätze miteinander vereinbart werden können. Fachlich ausgedrückt werden hier also widersprüchliche Selbst- und Objektrepräsentanzen integriert.